# Alex Gellert
Alexander Gellert (Milano, 15 settembre 1989) è un ex hockeista su ghiaccio canadese naturalizzato italiano, di ruolo difensore.

## Carriera
Alex, figlio di Kim Gellert, nacque in Italia nel periodo in cui il padre giocò a Milano (con le maglie di HC Milano Saima e HC Alaska Milano), e cominciò la sua carriera hockeistica proprio a Milano, prima di tornare in Canada con la famiglia.
Giocò in diverse leghe giovanili canadesi (BC Hockey Major Midget League con gli Okanagan Rockets e British Columbia Hockey League con i Westside Warriors e i Cowichan Valley Capitals) prima di passare all'hockey NCAA dove indossò per quattro stagioni la maglia della University of Alaska Anchorage.
Nel campionato 2013-2014 esordì in una squadra seniores, con la maglia dell'Hockey Milano Rossoblu.
Dopo una sola stagione passò al Cortina, che lo confermò anche per la stagione seguente, nonostante l'interesse di altre squadre, in particolare del Val Pusteria, col quale l'accordo sembrava raggiunto nel precedente mese di maggio.
Nel giugno del 2016 Gellert cambiò squadra e si trasferì all'HC Bolzano, formazione della EBEL. Rimase a Bolzano solo una stagione: nell'agosto del 2017 venne ufficializzato il suo trasferimento all'Asiago.

## Palmarès

### Club
- Alps Hockey League: 1

Asiago: 2017-2018
- Campionato italiano: 2

Asiago: 2019-2020, 2020-2021

### Individuale
- Giocatore con più minuti di penalità della Serie A: 1

2018-2019 (6 minuti)
- Maggior numero di assist per un difensore della Serie A: 1

2018-2019 (2 assist)
- Maggior numero di punti per un difensore della Serie A: 2

2015-2016 (42 punti), 2018-2019 (3 punti)
- Maggior numero di reti per un difensore della Elite.A/Serie A: 4

2013-2014 (14 reti), 2015-2016 (18 reti), 2018-2019 (1 rete), 2019-2020 (1 rete)
- Maggior numero di punti nei playoff per un difensore della Alps Hockey League: 1

2017-2018 (12 punti)
- Miglior Plus/Minus nei playoff della Alps Hockey League: 1

2017-2018 (+14)
- WCHA All-Academic Team: 3

2010-2011, 2011-2012, 2012-2013